# Église Sainte-Bazile de Couvert
L'église Sainte-Bazile est une église catholique en ruine située à Juaye-Mondaye, en France.

## Localisation
L'église est située dans le département français du Calvados, dans l'ancienne commune de Couvert, commune intégrée au territoire de la commune de Juaye-Mondaye créée en 1857 par la fusion de trois communes, Juaye, Bernières-Bocage et Couvert. L'église est située non loin de Bucéels.
L'église est éloignée des habitations de la paroisse ce qui rendit nécessaire l'établissement d'une chapelle dans le bourg, non loin du presbytère, notée comme servant de grange et de mairie par Arcisse de Caumont.

## Historique
Des objets en bronze d'origine gallo-romaine ont été retrouvés non loin de l'église. Selon Arcisse de Caumont les arcophages retrouvés près de l'église étaient mérovingiens ou carolingiens. Une monnaie romaine figurant Aurélien est signalée au même savant par le curé en 1833.
Elle est présumée « la plus ancienne des trois anciennes églises en ruines » de la commune actuelle,. Un édifice cultuel est présent sur le site avant le XIe siècle.
L'édifice est dédié à une sainte locale, présumée martyr au IIIe siècle-IVe siècle.
Le porche est daté de la fin du XIVe siècle ou du XVe siècle par Arcisse de Caumont, tout comme certaines ouvertures.
La sacristie est ajoutée à l'époque moderne. Une croix de cimetière est ajoutée près de l'entrée au XVIIe siècle.
L'édifice est signalé en ruines dès le milieu du XIXe siècle par Arcisse de Caumont. Les édifices passent dans le patrimoine de la commune en 1905 à la suite de la loi de séparation des Églises et de l’État.
Le site est classé en 1935 pour le « caractère pittoresque et romantique du lieu ».
La préservation des églises de la commune est assurée par une association locale, créée en 1997 sur proposition du maire de la commune. Des travaux ont pu avoir lieu, avec le soutien de la Fondation du patrimoine.

## Architecture

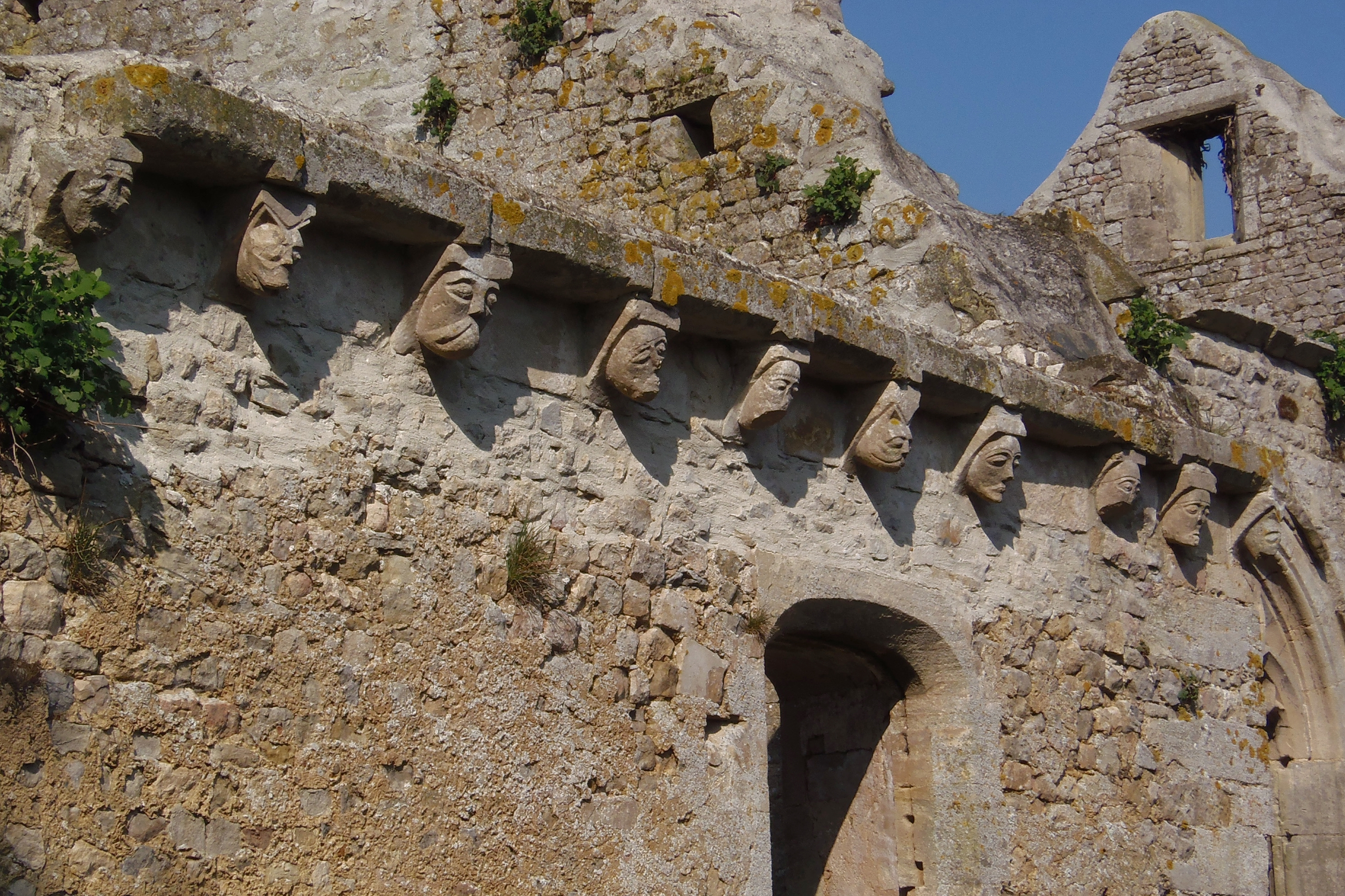
Modillons de la façade méridionale.

L'édifice conserve des modillons romans de sa nef sur sa façade méridionale.
Le clocher est constitué de « deux baies ».